# Madarounfa (Departement)
Madarounfa ist ein Departement in der Region Maradi in Niger.

## Geographie

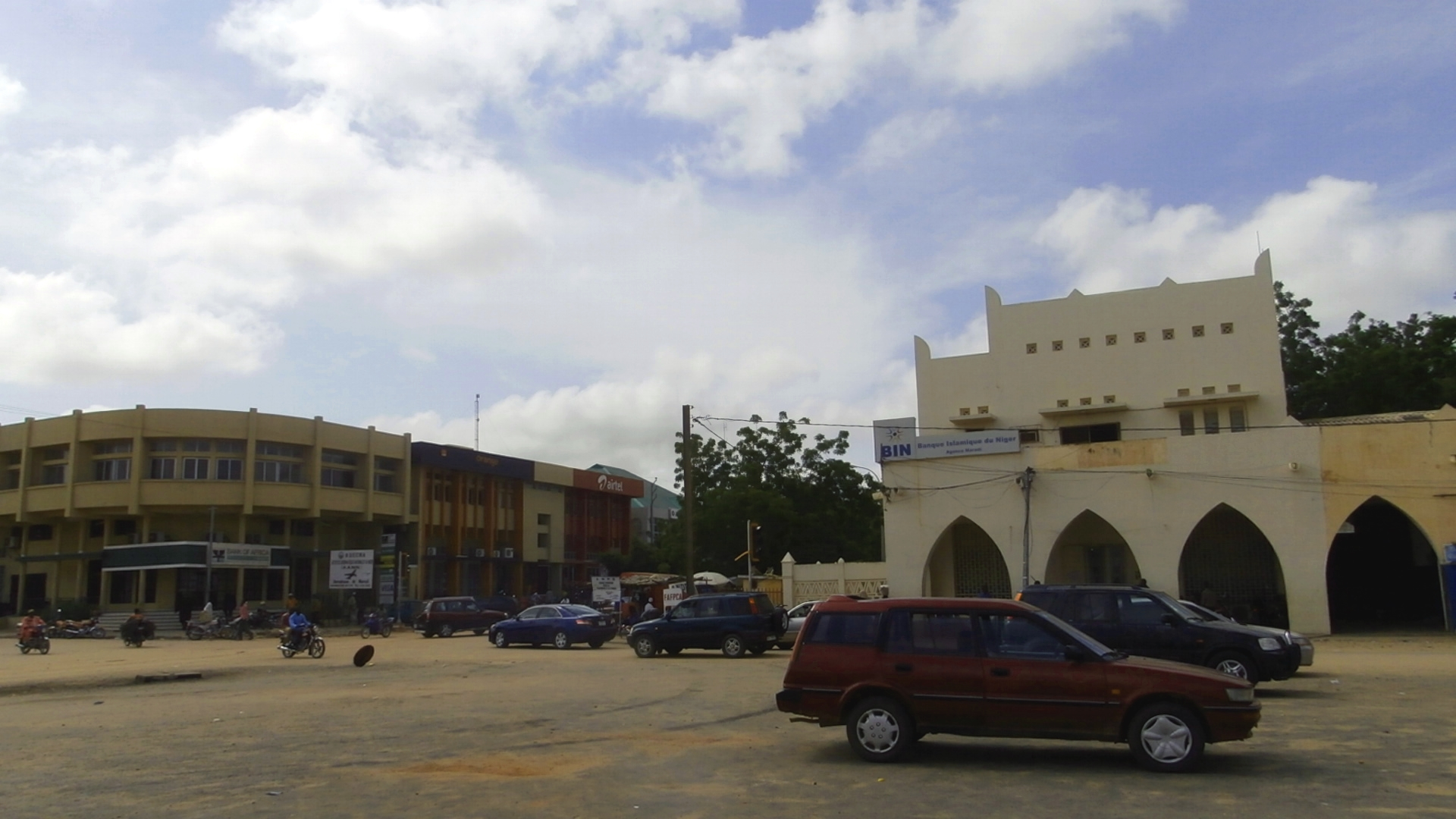
Eine Straße in Maradi im Departement Madarounfa

Das Departement liegt im Süden des Landes und grenzt an Nigeria. Es besteht aus der Stadt Maradi, der Stadtgemeinde Madarounfa und den Landgemeinden Dan-Issa, Djiratawa, Gabi, Safo und Sarkin Yamma. Der namensgebende Hauptort des Departements ist Madarounfa.

## Geschichte
Das Gebiet des Departements gehörte ursprünglich zum Arrondissement Maradi, in dem Madarounfa den Status eines Verwaltungspostens (poste administratif) hatte. Das Arrondissement Maradi wurde am 17. Februar 1972 aufgelöst und sein Gebiet auf die neuen Arrondissements Madarounfa und Guidan Roumdji aufgeteilt.
Im Jahr 1998 wurden die bisherigen Arrondissements Nigers in Departements umgewandelt, an deren Spitze jeweils ein vom Ministerrat ernannter Präfekt steht. Die Gliederung des Departements in Gemeinden besteht seit dem Jahr 2002. Zuvor bestand es aus den städtischen Zentren Madarounfa und Maradi sowie den Kantonen Madarounfa, Djirataoua, Gabi, Safo und Sarkin Yama.

## Bevölkerung
Das Departement Madarounfa hat gemäß der Volkszählung 2012 716.112 Einwohner, davon 267.249 in der Stadt Maradi. Bei der Volkszählung 2001 waren es 439.431 Einwohner, bei der Volkszählung 1988 304.192 Einwohner und bei der Volkszählung 1977 188.145 Einwohner.

## Verwaltung
An der Spitze des Departements steht ein Präfekt (französisch: préfet), der vom Ministerrat auf Vorschlag des Innenministers ernannt wird.
| Amtszeit                      | Name                    |
| ----------------------------- | ----------------------- |
| …                             |                         |
| 15. Apr. 2010 – 3. Jun. 2011  | Garba Mainassara        |
| 3. Jun. 2011 – 25. Jun. 2015  | Abass Harou             |
| 25. Jun. 2015 – 26. Jan. 2016 | Harouna Maïdabo         |
| 26. Jan. 2016 – 29. Jul. 2016 | Atikou Issa             |
| 29. Jul. 2016 – 8. Nov. 2021  | Harouna Maïdabo         |
| 8. Nov. 2021 – 24. Aug. 2023  | Mahaman Laouali Ibrahim |
| seit 24. Aug. 2023            | Abdou Issoufou          |